# 12012
12012 – zespół muzyczny z regionu Kansai stosujący visual kei.

## Członkowie zespołu
- Wataru Miyawaki (宮脇 渉 Miyawaki Wataru) – wokal
- Hiroaki Sakai (酒井 洋明 Sakai Hiroaki) – gitara
- Yūsuke Suga (須賀 勇介 Suga Yūsuke) – gitara
- Tomoyuki Enya (塩谷 朋之 Enya Tomoyuki) – bas
- Tōru Kawauchi (川内 亨 Kawauchi Tōru) – perkusja

## Dyskografia

### Albumy
- Increasingly (2004)
- Bell Salem (2004)
- Knight Mare (2004)
- Shin -Deep- (2004)
- Increasingly -Kanzen Ban- (2005)
- Not Obtain+1 (2006)
- Play Dolls (2006)
- Diamond (2007)
- Mar Maroon (2009)
- SEVEN (2010)

### Single
- "Depression Sign" (2003)
- "Shudder" (2004)
- "Shuu" (2004)
- "Hitori" (2005)
- "Swallow" (2005)
- "Sick" (2005)
- "Depression Sign -Kanzen Ban-" (2005)
- "Shudder -Kanzen Ban-" (2005)
- "Icy -Cold City-" (2005)
- "Orion" (2006)
- "Heart" (2006)
- "Pistol" (2006)
- "Wana" (2006)
- "Over..." (2006)
- "Cyclone" (2007)
- "Shine" (2007)
- "Merry Go World" (2008)
- "Taiyou" (2008)
- "Aitai Kara...." (2008)
- "As" (2009)
- "Hallelujah" (2009)
- "Usubeni to ame"(2009)
- "TATTOO" (2010)
- "THE PAIN OF CATASTROPHE" (2010)

### Wideo
- Crom (2005)
- Created Movie 1 ~Kakuu Toshi Taihai Byōsha~ (2005)
- Macrograph (2005)
- Heart: The clip (2006)
- Hide & Seek ~Tour 2006~ (2006)
- Japanesque Rock Collectionz Cure DVD 02 (2006)
- Created Movie 2 ~Modern Films~ (2006)
- XII Party (2007)
- 5th Anniversary Special Live Arashi(2008)
- Muhouchitai (2010)

### Książki
- Croon After the Bed (2006)
- Deracine (2006)
- GARNET STAR (2006)